# Новомихайловское озеро
Новомихайловское озеро — озеро на побережье залива Сиваш, расположенное на территории Генического района (Херсонская область, Украина). Площадь — 4,9 км². Тип общей минерализации — солоноватое. Происхождение — лагунное. Группа гидрологического режима — сточное.

## География
Длина — 3,2 км, ширина наибольшая — 1,6 км. Глубина — 1,52 м. Котловина вытянутой формы. Южный и западный берега низменные, северный и восточный — возвышенные. Есть небольшие острова.
Новомихайловское озеро на побережье залива Сиваш. В озеро впадает канал Р-5 оросительной системы. Вытекает канал, впадающий в Сиваш.
Питание за счёт приёма вод оросительной системы. Уровень воды зависит от стока в залив Сиваш. Вода солоноватая вследствие вымывания солей с донных илистых отложений.

## Природа
На берегах и островах озера растут солерос, тростник обыкновенный, виды рода осока, в воде — зелёные, сине-селёные, диатомовые и другие водоросли.
Озеро используется для рыборазведения, например толстолобика, карася и других рыб.